# Idaea mutilata
Idaea mutilata är en fjärilsart som beskrevs av Otto Staudinger 1876. Idaea mutilata ingår i släktet Idaea och familjen mätare. Inga underarter finns listade i Catalogue of Life.